# Coates (Minnesota)
Coates és una població dels Estats Units a l'estat de Minnesota. Segons el cens del 2000 tenia 163 habitants.

## Demografia
Segons el cens del 2000, Coates tenia 163 habitants, 64 habitatges, i 36 famílies. La densitat de població era de 45,3 habitants per km².
Dels 64 habitatges en un 29,7% hi vivien nens de menys de 18 anys, en un 45,3% hi vivien parelles casades, en un 9,4% dones solteres, i en un 42,2% no eren unitats familiars. En el 29,7% dels habitatges hi vivien persones soles el 7,8% de les quals corresponia a persones de 65 anys o més que vivien soles. El nombre mitjà de persones vivint en cada habitatge era de 2,55 i el nombre mitjà de persones que vivien en cada família era de 3,38.
Per edats la població es repartia de la següent manera: un 26,4% tenia menys de 18 anys, un 13,5% entre 18 i 24, un 30,7% entre 25 i 44, un 23,3% de 45 a 60 i un 6,1% 65 anys o més.
L'edat mediana era de 33 anys. Per cada 100 dones de 18 o més anys hi havia 126,4 homes.
La renda mediana per habitatge era de 48.958 $ i la renda mediana per família de 57.500 $. Els homes tenien una renda mediana de 30.000 $ mentre que les dones 27.083 $. La renda per capita de la població era de 20.348 $. Entorn del 5,3% de les famílies i el 7,9% de la població estaven per davall del llindar de pobresa.

## Poblacions més properes
El següent diagrama mostra les poblacions més properes.